# ジーネット
ジーネット株式会社（通称:ジーネット・コーポレーション）は掛川市に本社を置き、松浦梱包輸送グループの貸切バス・旅行業・掛川市自主運行バス和田岡線・曽我線・市街地循環線北回り・掛川大須賀線を営んでいた。

## 概要
貸切バス事業はバナナバスの愛称で展開。
愛称の由来は、果物のバナナがかつては高級品であったが現在は広く一般の人々が手軽に食べることが出来、また美味しくてヘルシーであることにちなみ、バスも広く一般の人々が手軽に利用でき、便利でありたいという意味である。
1995年4月1日に創業。当初は貸切バス事業・旅行会社事業のみであった。
その後2003年5月20日より掛川市市街地循環バスの運行が開始されることとなり、北回りの運行を受託。コミュニティバスの運行事業に参入した。2016年4月には掛川大須賀線の運行が開始され、受託することになった。過去には2010年11月1日に和田岡線・曽我線の運行が開始され受託していたが、2013年に廃止された。

## 歴史

### 市街地循環線北回り
2003年に運行開始。運賃100円。1日17往復。1周50分ほど。
- 2003年5月20日 - 掛川市市街地循環バス運行開始。北回りと南回りの2コースで南回りを掛川バスサービス、北回りをジーネットに受託した。
- 2006年4月1日 - 33.生涯学習センター廃止。
- 2009年4月1日 - 19.かけがわ苑新設。

掛川駅北口を起点とし、旧城下町地区、旧東海道沿いの商店街を通り、市役所を経由、大池・長谷地区の商業地・住宅地、城北地区の住宅地を通り、再び旧城下町地区に入り掛川駅北口に戻る路線である。
沿線の主な施設には掛川市役所、掛川北病院、東遠カルチャーパーク総合体育館「さんりーな」、生涯学習センター（35.御所原が最寄）、掛川城大手門等がある。

### 掛川大須賀線
2016年に横須賀高校通学利用の学生限定路線として実証実験運行開始。2018年10月より一般乗合化して本格運行。運賃600円。1日6.5往復。土日祝日・年末年始は運休。2019年1月27日より愛称がOKバスとなった。
掛川駅南口を起点とし、掛川市南部の大須賀地区を直結する路線である。沿線の主な施設にはとうもんの里、横須賀高校、掛川市大須賀支所、掛川市・袋井市病院企業団立中東遠総合医療センターなどがある。

### 掛川市コミュニティーバス
かつて和田岡地区には遠鉄バス掛川山梨線、曽我地区には静鉄バス西部国道線が運行されていたが、いずれも1994年に廃止されており、公共交通の空白地帯の解消、地域活性化のために2008年設定された。平日のみ運行で、運賃200円。西循環線時代は愛野駅に乗り入れるため、袋井市内にもバス停が存在したが、和田岡線・曽我線に継承後は乗り入れは中止され、掛川市内のみの運行となる。なお、両路線とも、平成25年3月末で廃止となった。
- 2008年11月1日 - 西循環線運行開始。
- 2010年11月1日 - 西循環線廃止。代替として和田岡線・曽我線運行開始。
- 2013年3月末 - 和田岡線、曽我線とも廃止。

和田岡線
- 掛川市西部の和田岡地区と掛川駅を結ぶ路線である。1日4往復。
- 沿線の主な施設には掛川市立和田岡小学校、アピタ掛川店、掛川駅等がある。

曽我線
- 掛川市西部の曽我地区と掛川駅を結ぶ路線である。1日3往復。
- 沿線の主な施設には掛川市立曽我小学校、アピタ掛川店、掛川駅等がある。

## 脚註
1. 1 2 3  ジーネット株式会社 第29期決算公告
2. ↑  路線バス事業退出について 2025年3月30日閲覧。
3. ↑  大須賀線運休について 2025年3月30日閲覧。
4. ↑  【重要】４月以降の北回り・大須賀線の問い合わせについて 2025年3月30日閲覧。
5. ↑  会社案内 2025年3月30日閲覧。
6. ↑  掛川市営 「掛川大須賀線」実証実験運行
7. ↑  掛川市自主運行バス｢掛川大須賀線｣の本格運行開始について
8. ↑  掛川大須賀線の愛称は「ＯＫバス」
9. ↑  新路線は「ＯＫバス」　掛川大須賀線の愛称決定
10. ↑  掛川大須賀線（ＯＫバス）からお知らせ